# Dromaeosaurinae
A Dromaeosaurinae a theropoda dinoszauruszokat tartalmazó Dromaeosauridae család egyik alcsaládja. A legtöbb dromaeosaurina (mint például a Dromaeosaurus és a Utahraptor) a mai Egyesült Államok és Kanada, valamint Mongólia (például az Achillobator és az Adasaurus esetében) és (a Dromaeosauroides esetében) feltehetően Dánia területén élt. Emellett az Etiópiában talált különálló fogak feltehetően az afrikai dromaeosaurinákhoz tartoznak. A fogak a késő jura kor tithon korszakából származnak.
A késő kréta kori észak-amerikai és ázsiai dromaeosaurinák, mint például a Dromaeosaurus és az Adasaurus általában kicsik voltak, a hosszuk nem haladta meg az 1,8 métert. Azonban a dromaeosaurinák közé tartoztak a legnagyobb dromaeosauridák is, a 6 méteres Achillobator és a 7,5 méteres Utahraptor.
A dromaeosaurinák a más alcsaládokra jellemző keskeny pofájúval szemben szilárd, doboz alakú koponyájuk révén különböztethetők meg a többi dromaeosauridától. Emellett a dromaeosaurinák általában nehezebb felépítésűek, mint a család más tagjai, lábaik vastagabb, súlyosabb elemekből állnak, inkább erőssé, mint gyorssá váltak.
A dromaeosaurinák a velociraptorináktól alacsony DSDI (Denticle Size Difference Index = Denticulus Méretkülönbség Index) arányuk; elülső és hátulsó élükön egyforma méretű recékkel rendelkező fogaik révén különböztethetők meg. Ezzel ellentétben a velociraptorinák fogainak hátsó élén gyakran nagyobb recék voltak, mint az elülsőn, illetve az elülső élek recézetlenek voltak.
A legtöbb dromaeosaurina a kréta időszakban, a barremi és a maastrichti korszakban élt. Bár egy korábbi állítás szerint legalább egy taxon korábban, a jura időszakban élhetett.

## Nemek
|  | Dromaeosauroides? |
|  |                   |
|  | Dromaeosaurus     |
|  |                   |
|  | Adasaurus?        |
|  |                   |
|  | Achillobator      |
|  |                   |
|  | Utahraptor        |
|  |                   |

## Fordítás
Ez a szócikk részben vagy egészben a Dromaeosaurinae című angol Wikipédia-szócikk ezen változatának fordításán alapul.  Az eredeti cikk szerkesztőit annak laptörténete sorolja fel. Ez a jelzés csupán a megfogalmazás eredetét és a szerzői jogokat jelzi, nem szolgál a cikkben szereplő információk forrásmegjelöléseként.